# Archohelia
Genre
Archohelia est un genre de coraux durs de la famille des Oculinidae.

## Liste d'espèces
Le genre Archohelia comprend les espèces suivantes :
| Selon ITIS (12 juillet 2015) : - Archohelia rediviva Wells & Alderslade, 1979 | Selon World Register of Marine Species (12 juillet 2015) : - Archohelia limonensis Vaughan, 1919 † |